# Орест
 Тази статия е за героя от древногръцката митология.  За царя на Древна Македония вижте Орест (Македония).  
Орест (на старогръцки: Ὀρέστης / Oréstês; на латински: Orestes) е герой от древногръцката митология. Предполагаемо живее през 12 век пр.н.е.
Син е на Агамемнон и Клитемнестра, брат на Хризотемида, Ифигения и Електра (Лаодика). Принадлежи към рода на Атридите, потомци на Пелопс.

## Пиеси
Отмъщава за смъртта на баща си - убива, подстрекаван и подпомаган от Електра, Егист и майка си Клитемнестра, които са убили Агамемнон. Впоследствие убива и сина им Алет (след като преди това е бил опростен за предните убийства от боговете, благодарение на сестра си Ифигения, жрица на Артемида в областта Таврида). Този сюжет е в основата на ред древногръцки пиеси: „Орестия“ на Есхил,„Ифигения в Таврида“, „Електра“ и „Орест“ на Еврипид, „Електра“ на Софокъл.